# Falcon 1
Falcon 1 är en numera en avvecklad rymdraket, utvecklad och tillverkad av SpaceX mellan 2006 och 2009. Den 28 september 2008 blev Falcon 1 det första privata utvecklade raketen att gå in i omloppsbana runt jorden.
Raketen bestod av två steg, båda använde RP-1 och flytande syre som bränsle. Första steget drevs av en Merlin-motor och det andra steget drivs av en Kestrel-motor.
Falcon 1 gjorde totalt 5 flygningar. Den uppnådde omloppsbana på sitt fjärde försök, i september 2008 med en massimulator som nyttolast. 
Den 14 juli 2009 gjorde Falcon 1 sin sista flygning och levererade då den malaysiska RazakSAT-satelliten till omloppsbana runt jorden.

## Versioner
| Falcon 1 (version)   | Merlin A (2006–2007) | Merlin C (2007–2009) | Falcon 1e (förslag) |
| -------------------- | -------------------- | -------------------- | ------------------- |
| Steg 1               | 1 × Merlin 1A        | 1 × Merlin 1C        | 1 × Merlin 1C       |
| Steg 2               | 1 × Kestrel          | 1 × Kestrel          | 1 × Kestrel         |
| Höjd (m)             | 21,3                 | 22,25                | 26,83               |
| Diameter (m)         | 1,7                  | 1,7                  | 1,7                 |
| Kraft (kN)           | 318                  | 343                  | 454                 |
| Start vikt (kg)      | 27 200               | 33 230               | 38 560              |
| Fairing diameter (m) | 1,5                  | 1,5                  | 1,71                |
| Last LEO (kg)        | 570                  | 450                  | 1 010               |
| Last SSO (kg)        |                      |                      | 430                 |

## Testflygningar

### Första testflygningen
Den första testflygningen för Falcon 1 ägde rum den 24 mars 2006 22:30 UTC.
Uppskjutningen skedde vid SpaceX rymdhamn på ön Omelek som tillhör Marshallöarna i Stilla havet.

### Andra testflygningen
Den andra testflygningen för Falcon 1 ägde rum klockan 01:10 UTC den 21 mars 2007. Starten skedde från Omelek. Planen var att placera farkosten i en omloppsbana på ca 685 km höjd, men ett manöverproblem efter cirka 5 minuter fick till följd att kontakten med farkosten bröts och det tros att den återinträdde i atmosfären någonstans över Stilla havet.

### Tredje testflygningen
Tredje flygningen genomfördes den 3 augusti 2008. Första steget uppförde sig som planerat, strax efter separationen mellan första och andra steget kolliderade de båda stegen.

### Fjärde testflygningen
Den 28 september 2008 genomfördes den fjärde flygningen med en Falcon 1-raket. Denna gång gick allt som planerat och raketen blev den första privat finansierade att nå en omloppsbana runt jorden.

## Uppskjutningar
| Nr | Datum (GMT)              | Startplats | Last                                         | Resultat      | Övrigt |
| -- | ------------------------ | ---------- | -------------------------------------------- | ------------- | --- |
| 1  | 24 mars 2006, 22:30      | Omelek     | FalconSat–2                                  | Haveri        | Motorhaveri vid T+25 |
| 2  | 21 mars 2007, 01:10      | Omelek     | DemoSat                                      | Delvis lyckad | Styrproblem vid T+5 minuter Andra steget stängde av för tidigt, vid T+7 min 30 s |
| 3  | 3 augusti 2007, 03:34    | Omelek     | Trailblazer/PreSat/NanoSail-D                | Haveri        | Stegseparation inträffade som planerat, men eftersom bränslerester i Merlin 1C-motorn förångades och gav övergående dragkraft, kolliderade första och andra steget, vilket förhindrade ett framgångsrikt slutförande av uppdraget.      |
| 4  | 28 september 2008, 23:15 | Omelek     | "Dummy" last, RazakSAT var tidigare planerad | Lyckad        | Falcon 1-raketen flög framgångsrikt den 28 september 2008 med 165 kilo "Dummy"-last. |
| 5  | 14 juli 2009, 03:35      | Omelek     | RazakSAT                                     | Lyckad        | Uppskjutning måndag 13 juli lyckades placera RazakSAT i sin initiala omloppsbana. Trettioåtta minuter senare startades andra stegets motor igen en kort stund för att cirkularisera banan. Nyttolasten därefter framgångsrikt användas. |